# Cornélie
Cornélie est une pièce de théâtre de Robert Garnier, publiée en 1574. C'est une tragédie humaniste en cinq actes de 1934 vers.
Il met en scène le personnage historique de Cornélie, qu'il ne faut pas confondre avec Cornelia Africana.

## Résumé
~ 46 av. J.-C.
- Acte 1 : Cicéron dénonce l’ambition qui ruine Rome. La liberté n’existe plus, la tyrannie s’est installée.
- Acte 2 : déplorant la perte de ses deux époux, Crasse (Crassus) et Pompée, Cornélie, qui s'en juge responsable, veut mourir. Au nom de la piété, Cicéron rejette le suicide.
- Acte 3 : Cornélie redoute la mort de son père, Scipion, qui combat en Afrique et en Espagne. En effet, en songe, le fantôme de Pompée lui a recommandé de prendre soin de son cercueil et de celui de son beau-père. Cicéron espère que César sera assassiné. On apporte à Cornélie les cendres de Pompée.
- Acte 4 : Cassie raconte la mort de Scipion. César fait de même auprès d’Antoine qui lui recommande vainement de tuer ses ennemis potentiels.
- Acte 5 : un messager raconte à Cornélie le magnifique suicide de Scipion à Thapse (Thapsus). Après avoir supplié les enfers de venir la chercher, Cornélie se résout à vivre.

## Contexte
Cornélie est la deuxième pièce romaine de Robert Garnier. Elle sera suivie de Marc Antoine (1578).
En traitant encore des guerres civiles de Rome, Garnier parle toujours à ses contemporains des guerres de religion.
La tragédie « met en scène le double malheur de l'héroïne éponyme : la mort de Métellus Scipion, son père, s'ajoute à celle de Pompée, son époux. Avec la disparition de ces deux grands capitaines est annoncée la fin des valeurs pour lesquelles ils combattaient. Aux héros de la liberté dont s'enorgueillissait la Rome de la République triomphante et qui s'étaient réincarnés en Pompée, Scipion et Caton s'oppose le liberticide César, “cruel Tarquin”. Du déchaînement de la “Mechante Ambition”, de cette soif de pouvoir résulte la destruction de “grandes citez” appelées à devenir de “grands monceaux pierreux”. Si l'anéantissement de Troie ou de Carthage était imputable à l'action de la Fortune qui abaisse nécessairement ce qu'elle a élevé, comme l'expose toute tragédie, la ruine de Rome et de la France des derniers Valois s'explique par la cupido regni et par “l'ambicieux discord de ses Citoyens”. Telle est la leçon que Garnier n'a de cesse de répéter, posant la question du bon gouvernement » (4e de couverture de l'édition Champion).

## Dramaturgie
Comme dans Porcie, l'influence de Lucain y est grande : le style de Garnier est un style véhément et le sujet est celui des guerres civiles. Pour ce qui concerne le modèle dramaturgique proprement dit, il est « sénéquien ».

## Éditions modernes
- Lucien Pinvert, "Œuvres complètes de Robert Garnier", Paris, Garnier, 1923, tome I.
- S. Turzio, "La Tragédie à l'époque d'Henri II et de Charles IX", 1re série, vol. 5 (1573-1575), Florence-Paris, Olschki-P.U.F., 1993.
- Jean-Claude Ternaux, Cornélie, édition critique, Paris, Champion, Textes de la Renaissance no 53, 2002.